# Botoșana, Suceava
Botoșana (germană Botuschana) este satul de reședință al comunei cu același nume din județul Suceava, Bucovina, România.

## Istoric
Satul Botoșana este situat pe un teren deluros, pe care se află livezi cu pomi fructiferi, fiind traversat de pârâul Botoșana, afluent al râului Soloneț. Localitatea se află la o distanță de 37 km de municipiul Suceava. Comuna Botoșana se învecinează la răsărit cu comuna Comănești, la sud cu comuna Cacica, la apus cu comuna Poieni-Solca și la nord cu orașul Cajvana.
În locul "Grădinărie" și "Grajduri" s-a descoperit o așezare de epocă Latène II cu ceramică geto-dacică, bastarnică, celtică și foarte sporadic grecească atipică.

### Epoca bronzului
Cercetările arheologice efectuate aici au scos la iveală urmele a 12 așezări omenești geto-dacice din epoca bronzului (secolele III-II î.Hr.). Satul Botoșana a purtat în trecut mai multe nume, așa cum sunt, Botoșeni, Botoșani și Botușana. Din cronica parohială se spune că numele corect al localității este Botoșana, care derivă de la „botușu” ce se întrebuințează la altoirea viței de vie (sau mlădiță de vie).

### Atestare documentară
Prima atestare documentară a localității datează din 3 iulie 1575. Într-un document din culegerea „Documente privind istoria României”, Vol. III, p. 55-56, se spune că domnitorul Petru Șchiopul (1574-1577, 1578-1579 și 1583-1591) a întărit moștenirea urmașilor lui Luca Arbore; la acea dată, satul Botoșeni aparținea fiicei lui Luca Arbore, Odochia. La 25 octombrie 1615, domnitorul Ștefan Tomșa al II-lea (1611-1615 și 1621-1623) a cumpărat de la Anastasia, fiica Odochiei lui Luca Arbore, satul Botoșani cu 700 de unghi ungurești și l-a dăruit Mănăstirii Solca care l-a stăpânit până în anul 1785.
Începând din anul 1763, s-a așezat în Botoșana și o populație de origine transilvăneană. Astfel, dacă la 1763 existau 26 de familii, la recensământul din 1778 existau 117 familii (577 suflete). În anul 2009 în Botoșana locuiau 697 familii.

## Personalități
- Gheorghe Flutur (n. 8 iulie 1960), senator, ministru, președintele Consiliului Județean Suceava
- George Finiș (25.05.1960 - 17.04.2021), interpret de muzică populară din Bucovina